# سیفلد کادولتس
سیفلد کادولتس (به آلمانی: Seefeld-Kadolz) یک منطقهٔ مسکونی در اتریش است که در ناحیه هولابرون واقع شده‌است. سیفلد کادولتس ۱٬۰۳۷ نفر جمعیت دارد.